# ロザリンド・クラウス
ロザリンド・E・クラウス（Rosalind E. Krauss, 1940年 - ）は、アメリカ合衆国のポストモダニズムを代表する美術評論家、理論家。1969年ハーバード大学にて博士号を取得。ハーバード時代の師クレメント・グリーンバーグ、学友のマイケル・フリードから影響を受け、はじめフォーマリズムの批評家として出発する。MIT、プリンストン大学、ニューヨーク市立大学ハンター校を経て、1992年よりコロンビア大学教授。
作品内の物語性よりも画面の「平面性 (flatness)」に重きを置く師・グリーンバーグのフォーマリズム批評に、1960年代以降の美術作品を分析するツールとしては限界を感じたクラウスは、次第にグリーンバーグ批評とは決別。独自の脱構築的な批評へと向かう。1976年には現在も刊行の続く美術批評理論誌『オクトーバー』をアネット・マイケルソンとともに創刊する。
著書である『視覚的無意識』の中では、画家ではサルバドール・ダリ、詩人ではジョルジュ・バタイユ、史学者としてはルロワ・グーラン、文学者としてアンドレ・ブルトン、美術家ではハンス・ベルメール等を取り上げて独自の見解と論述で其々の関係性を述べている。

## 著作（主な日本語文献）
- 『オリジナリティと反復―ロザリンド・クラウス美術評論集』小西信之訳（リブロポート、1994年）
- 『ピカソ論』松岡新一郎訳（青土社、2000年）
- 『独身者たち』井上康彦訳（平凡社、2018年）
- 『視覚的無意識』谷川渥・小西信之訳（月曜社、2019年）
- 『アヴァンギャルドのオリジナリティ―モダニズムの神話』谷川渥・小西信之訳（月曜社、2021年）
- 『ポストメディウム時代の芸術―マルセル・ブロータース《北海航行》について』井上康彦訳（水声社、2023年）

以下は論考紹介、共著ほか
- 「アート・リーディング ラウシェンバーグ、具体化されたイメージ1」石田和子訳（『美術手帖』第522号、美術出版社、1984年2月）
- 「アート・リーディング ラウシェンバーグ、具体化されたイメージ2」石田和子訳（『美術手帖』第524号、美術出版社、1984年4月）
- 「彫刻とポストモダン 展開された場における彫刻」室井尚訳（ハル・フォスター編『反美学 ポストモダンの諸相』勁草書房、1987年）
- 「視覚的無意識」［部分訳］小俣出美・鈴木真理子・田崎英明訳（『批評空間 臨時増刊号 モダニズムのハードコア』太田出版、1995年）
- 「セックス・ピクチャーズ」松岡新一郎訳（『ユリイカ 詩と批評』第28巻、第13号、青土社、1996年11月号）
- 「視覚的無意識 第6章」小西信之ほか訳（『重力 戦後美術の座標軸』国立国際美術館、1997年）
- 「グリッド、 /雲/、 ディテール」（『建築文化』第615号、彰国社、1998年1月）
- 「見る衝動／見させるパルス」榑沼範久訳（ハル・フォスター編『視覚論』平凡社、2000年 [2007年]）
- 「ヴィデオ ナルシシズムの美学」石岡良治訳（『ヴィデオを待ちながら』東京国立近代美術館、2009年）
- イヴ＝アラン・ボワとの共著『アンフォルム―無形なものの事典』加治屋健司・近藤學・高桑和巳訳（月曜社「芸術論叢書」、2011年）
- 『ART SINCE 1900―図鑑1900年以後の芸術』（小西信之ほか編、東京書籍、2019年）

ハル・フォスター、イヴ＝アラン・ボワ、ベンジャミン・ブークロー、デイビット・ジョセリットとの共著